# بيتر راندال جونسون
بيتر راندال جونسون (5 أغسطس 1880 بويلينغتون في نيوزيلندا - 1 يوليو 1959 في المملكة المتحدة) (بالإنجليزية: Peter Randall Johnson)‏ هو لاعب كريكت بريطاني وبريطاني (وحمل سابقاً جنسية المملكة المتحدة لبريطانيا العظمى وأيرلندا). لعب مع نادي مقاطعة سومرست للكريكت ‏ ونادي جامعة كامبريدج للكريكيت ‏.

## وصلات خارجية
- بيتر راندال جونسون على موقع إي آس بي آن كريك إنفو (الإنجليزية)